# Beverly Sills
Beverly Sills, pseudonimo di Belle Miriam Silverman (New York, 25 maggio 1929 – New York, 2 luglio 2007), è stata un soprano statunitense.

## Biografia
Nacque a Brooklyn da una famiglia di ebrei rumeni. Sin da piccola rivelò le sue doti canore, tanto da cantare giovanissima in alcuni show televisivi e radiofonici. Iniziò a prendere lezioni già a sette anni da Estelle Liebling, una rinomata insegnante di canto, che nel 1937 la fece recitare nel breve film Uncle Sol Solves It, dal quale adottò il nome d'arte di Beverly Sills.
Il debutto sul palcoscenico, dopo alcune partecipazioni a concerti radiofonici, fu nel 1945 con alcune operette di Gilbert e Sullivan. Il debutto operistico avvenne nel 1947, interpretando Frasquita in Carmen con la compagnia d'opera di Filadelfia.
Nel periodo che seguì, dopo aver attraversato anche un difficile momento di ristrettezze economiche per la morte del padre, si esibì con compagnie d'opera private, debuttando nei ruoli di Micaela in Carmen, Violetta ne La traviata, Elena in Mefistofele, fino al 1955, quando entrò alla New York City Opera. Divenne ben presto la cantante di riferimento del teatro newyorkese, esordendo nel ruolo di Rosalinde ne Il pipistrello e iniziando una lunga serie di felici esibizioni: nel 1958 il ruolo di protagonista in The Ballad of Baby Doe, nel 1962 Manon, nel 1964 Regina della Notte ne Il flauto magico, nel 1966  Cleopatra nella ripresa di Giulio Cesare.
Fece inoltre importanti apparizioni negli altri principali teatri nordamericani (Metropolitan, San Francisco, Boston), in prestigiose sedi europee (La Scala, Teatro San Carlo di Napoli, La Fenice di Venezia, Royal Opera House di Londra, Staatsoper di Vienna) e al Teatro Colón di Buenos Aires.
Si ritirò dalle scene nel 1980 con un recital d'addio alla New York City Opera, suo teatro d'elezione. L'anno precedente ne era diventata codirettore e successivamente ne fu unica responsabile fino al 1989. Nel 1987 pubblicò la sua autobiografia. Dal 1994 al 2002 fu presidente del Lincoln Center a New York e in seguito del Metropolitan Opera House fino al 2005.
Morì di cancro all'età di 78 anni dopo un lungo periodo di malattia.